# 臭黄荆叶小分子果胶
臭黄荆叶小分子果胶

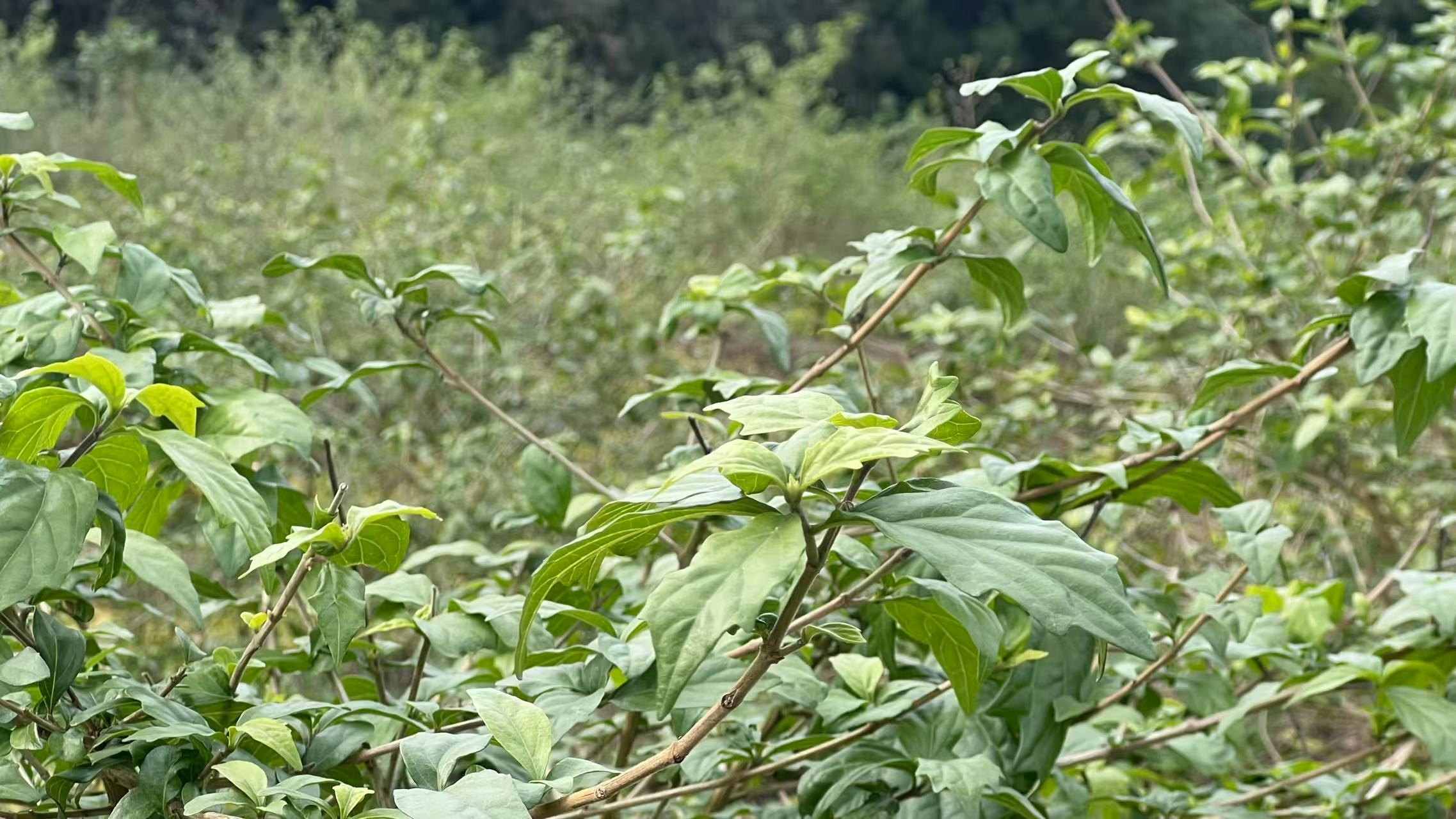

臭黄荆叶小分子果胶（英语：Small molecule pectin Premna ligustroides Hemsl Leaves）是一种以中药材臭黄荆的叶片为原料，通过物理或酶解方式提取并控制分子量的果胶衍生物，属于膳食纤维与功能性食品成分的一种。该类果胶的分子量低于600道尔顿，具备较好的水溶性与生物活性，近年来被用于探索其抗炎、螯合金属离子及辅助代谢调节等功能。
背景与来源
臭黄荆是马鞭草科豆腐柴属植物，分布于中国四川、重庆、贵州、湖北、江西、浙江等地区。其叶片在中医药中常用于清热解毒、祛风止痛。现代研究发现，其叶片富含果胶、黄酮、酚酸等生物活性成分。
果胶是植物细胞壁中天然存在的多糖物质，由半乳糖醛酸为主链构成，常用于食品胶凝剂和药用辅料。通过控制提取条件或使用果胶酶处理，可得到分子量更小、吸收性更强的小分子果胶。 

提取方法
臭黄荆叶小分子果胶一般采用以下方式制备： 

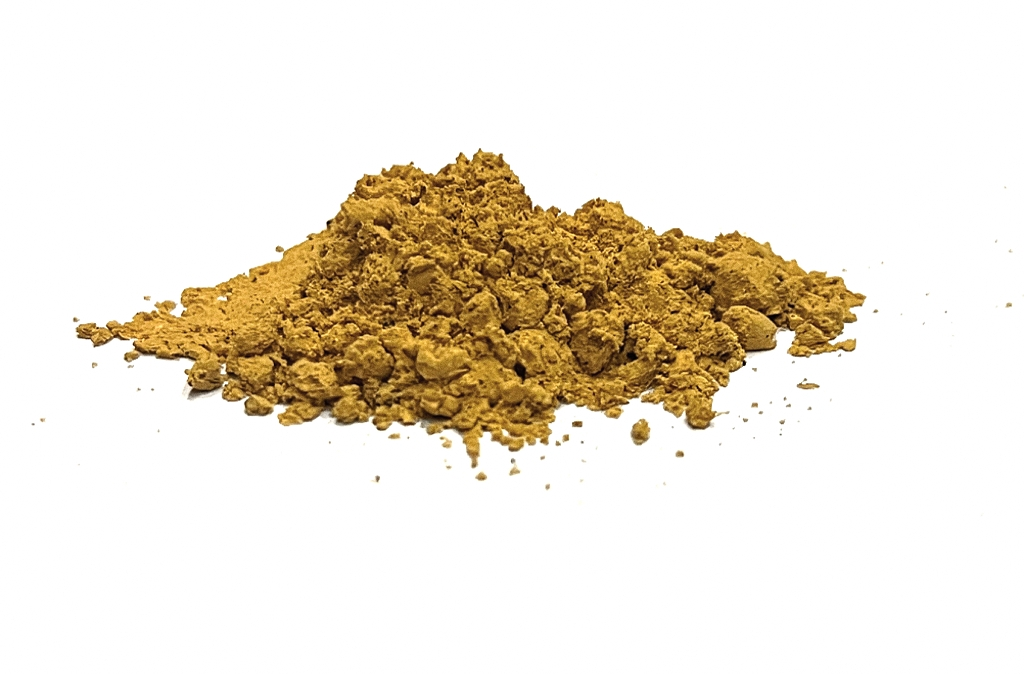

热水或弱酸浸提：以热水或柠檬酸等为溶剂，在一定温度与时间下提取粗果胶；
酶法水解：使用果胶酶降解果胶链段，降低其分子量；
膜分离与纯化：利用超滤膜筛分低分子量部分；
干燥成粉：通过喷雾干燥或冷冻干燥形成稳定粉末产品。 
所得果胶粉末为淡黄色，易溶于热水，pH稳定性较好。
分子结构与理化性质
小分子果胶由半乳糖醛酸、鼠李糖、阿拉伯糖、半乳糖等单糖残基组成，主链为α-(1→4)连接的半乳糖醛酸单元，支链构成复杂，受原料与加工方式影响较大。
常见理化特性包括：
分子量：<1000 Da（通过GPC、MALLS等方法测定）；
纯度：半乳糖醛酸含量 >90%；
溶解性：易溶于水，形成透明或浅黄色溶液；
pH适应性：在pH 3~8范围内稳定；
生物相容性：具有良好的肠道吸收与代谢适应性。
功能与应用研究
研究表明，臭黄荆叶小分子果胶在以下方面具有潜在应用价值： 
1. 抗炎作用
体外实验和动物模型显示，该果胶可通过阻断炎性因子（如IL-6、TNF-α、IL-1β）与其受体结合，降低炎症反应水平。其作用机制可能涉及物理吸附、靶向结合或调节NF-κB信号通路。
2. 重金属螯合作用
小分子果胶具有较强的螯合能力，可与铅、镉、汞等重金属离子结合形成可排泄的络合物，降低其在体内的毒性与蓄积，已被用于动物实验中模拟解毒剂的研究。
3. 肠道健康与代谢调节
果胶作为可溶性膳食纤维，可调节肠道菌群结构，促进有益菌生长，同时改善便秘、降低血脂、辅助血糖控制。
科研与认证
据中国学术期刊数据库和部分SCI论文报道（如某些天然产物或食品功能研究期刊），臭黄荆叶小分子果胶的研究正在进行中，部分成果已发表并取得食品安全认证、功能性食品注册资质。原料多采用有机栽培方式，符合绿色食品标准。
国家食品安全风险评估中心. 食品中果胶类功能成分安全性评价报告, 2022.
| 疾病名称     | 与高胆固醇关系 | 类型     | 特点                 |
| 冠心病       | 直接相关       | 心脏     | 粥样硬化斑块、心绞痛 |
| 心肌梗死     | 直接相关       | 心脏     | 急性斑块破裂         |
| 缺血性脑卒中 | 高度相关       | 脑血管   | 动脉堵塞、半身不遂   |
| TIA          | 明确相关       | 脑血管   | 预警信号             |
| 外周动脉病   | 高度相关       | 四肢血管 | 跛行、溃疡           |
| 血管性痴呆   | 部分相关       | 脑部慢病 | 慢性供血不足         |
| 心力衰竭     | 间接相关       | 心脏     | 长期供血不足所致     |